# 옥천대청비치랜드
옥천대청비치랜드는 충청북도 옥천군 안내면에 있었던 놀이공원이다.
1992년에 개장했다가 개장 18년 만인 2010년을 끝으로 폐업하였고, 현재는 정지용 기념카페와 산책길로 바뀌었다.

## 시설물
- 매표소
- 화장실
- 주차장
- 매점
- 식당

## 놀이기구
- 회전목마
- 관람차
- 청룡열차
- 우주전투기
- 범퍼카
- 다람쥐통